# Le Clan
Le Clan is een Franse film van Gaël Morel uit 2004.

## Inhoud
De film verhaalt in drie delen het leven van drie broers van Maghrebijnse origine uit Annecy. Hun vader is weduwnaar en arbeider. De drie broers zijn weliswaar zeer verschillend, maar blijven niettemin solidair met elkaar: de oudste is wijzer teruggekomen uit de gevangenis, terwijl Marc, die nog rebels is, hem als rolmodel ziet. De jongste, Olivier, sluit zich aan bij Christophe en zijn kompanen, waarvan een van hen, Hicham, gepassioneerd is door capoeira. Dezelfde waarheden krijgen door de ogen van elk van de broers nieuwe betekenissen, maar geweld en broederschap spelen steeds een voorname rol.

### Samenvatting
Eerste deel, Marc: tijdens de zomer hangen Marc en zijn kompanen rond tussen de gebouwen aan het meer. Sinds de dood van hun moeder leeft Marc in onmin met zijn vader en Olivier praat nog elke nacht met zijn moeder over zijn angsten. Tegelijkertijd wordt Marc geconfronteerd met zijn drugdealers die hun schulden opeisen.
Tweede deel, Christophe: Christophe keert de volgende herfst en winter terug bij zijn familie, nadat hij is vrijgekomen uit de gevangenis. Marc is ontgoocheld om zijn broer, omdat die niet zint op wraak. Christophe wil zijn leven beteren en vindt werk in een hammenfabriek.
Derde deel, Olivier: Een jaar later leven Olivier en Hicham in het geheim samen, terwijl Olivier ook zorg draagt voor Marc. Een stem buiten beeld leest een brief voor van Hicham aan Olivier over hun gelukkige dagen samen.

## Commentaar
- De film werd in oktober gedraaid, terwijl het eerste deel zich afspeelt in de zomer.
- De drie delen zijn gewild gemaakt in een verschillende stijl: tienerfilm over een adolescentiecrisis, sociale cinema en melodrama. Terwijl elk deel een van de broers centraal stelt, wordt de ontwikkeling gevolgd van de rest van de clan (andere broers, vader en Hicham).
- De Engelstalige titel van de film is Three Dancing Slaves (Drie dansende slaven). Volgens deze titel zijn de broers vastgeketend aan hun familie, zoals slaven.

## Rolverdeling
- Nicolas Cazalé: Marc
- Stéphane Rideau: Christophe
- Thomas Dumerchez: Olivier
- Salim Kechiouche: Hicham
- Bruno Lochet: de vader
- Vincent Martinez: de "professor"
- Jackie Berroyer: Robert
- Aure Atika: Émilie
- Olivier Perez: Zora, de transseksueel
- Paul Morel: François